# 日下部基荣
日下部基荣（1978年10月11日—）是一名日本女子柔道运动员。她在2000年悉尼夏季奥林匹克运动会中，参加了女子柔道比赛并获得57公斤级金牌。